# آلبلی (فیلم ۱۹۵۵)
آلبلی (به هندی: Albeli) فیلمی هندی محصول سال ۱۹۵۵ و به کارگردانی دوندرا گوئل است. در این فیلم بازیگرانی همچون پرادیپ کومار، گیتا بالی، اوم پراکاش و جانی واکر ایفای نقش کرده‌اند.